# Johann Gustav Droysen

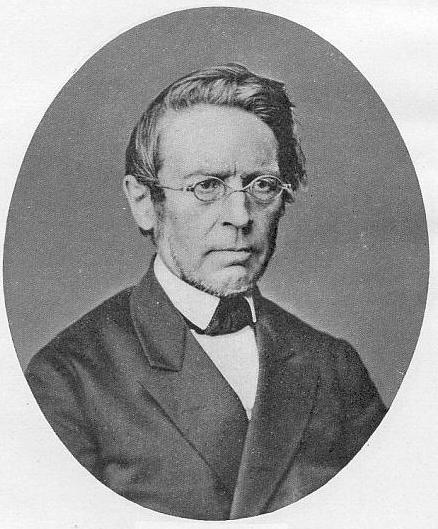
Johann Gustav Droysen

Johann Gustav Bernhard Droysen (* 6. Juli 1808 in Treptow an der Rega; † 19. Juni 1884 in Berlin) war ein bedeutender deutscher Historiker und Geschichtstheoretiker. 1848/1849 war er Abgeordneter in der Frankfurter Nationalversammlung und gehörte dem wichtigen Verfassungsausschuss an.

## Beruf und Politik

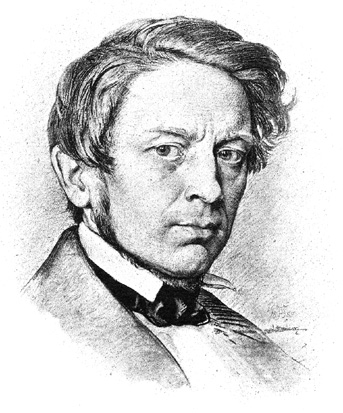
Zeichnung Droysens

Nach dem Besuch des Gymnasiums in Stettin widmete sich Droysen dem Studium der Philosophie und Philologie in Berlin, wo er unter anderem bei Georg Wilhelm Friedrich Hegel, August Boeckh und Karl Lachmann hörte. Dann war er zunächst von 1827 bis 1829 Hauslehrer von Felix Mendelssohn Bartholdy, danach ab 1829 Lehrer am Berlinischen Gymnasium zum Grauen Kloster in Berlin. Ab 1833 war er Privatdozent, ab 1835 außerordentlicher Professor an der Friedrich-Wilhelms-Universität Berlin, seit 1840 Professor an der Universität Kiel, wo seine (unvollendet gebliebene) Geschichte des Hellenismus entstand, dann in Jena (ab 1851) und wieder an der Universität Berlin (seit 1859).
Schon vor der Schleswig-Holsteinischen Erhebung 1848 kam Droysen zur Politik. 1846 nahm er an den sogenannten Germanisten-Tagen teil. 1848 war er Vertreter der Provisorischen Regierung in Kiel beim Bundestag in Frankfurt, dann ab Mai Abgeordneter der Nationalversammlung, in der er sich dem rechten Zentrum („Casino“) anschloss. Er hielt zwar nie eine Rede im Parlament, war aber hinter den Kulissen einer der einflussreichsten rechtsliberalen Politiker.
Sein entschiedenes Eintreten für die Trennung Schleswigs und Holsteins von der dänischen Krone führte zu Spannungen mit der Regierung in Kopenhagen. Droysen bewarb sich daher um den Lehrstuhl für Geschichte an der Universität Jena, der aufgrund des Gesundheitszustandes von Heinrich Luden neu zu besetzen war. Die entsprechenden Verhandlungen scheiterten 1846, den Lehrstuhl erhielt daraufhin Adolf Schaumann. Eine neuerliche Bewerbung 1851 – Adolf Schaumann war zum Archivar, Oberbibliothekar und Historiographen des königlichen Hauses ernannt worden – verlief erfolgreich, während die acht übrigen revolutionären Professoren der Christian-Albrechts-Universität zu Kiel nach dem Scheitern der Schleswig-Holsteinischen Erhebung 1852 aus ihrem Amt entlassen wurden.
Droysen ist auf dem Alten Zwölf-Apostel-Kirchhof bestattet. Das Grab war von 1958 bis 2015 als Ehrengrab der Stadt Berlin gewidmet.

## Werk

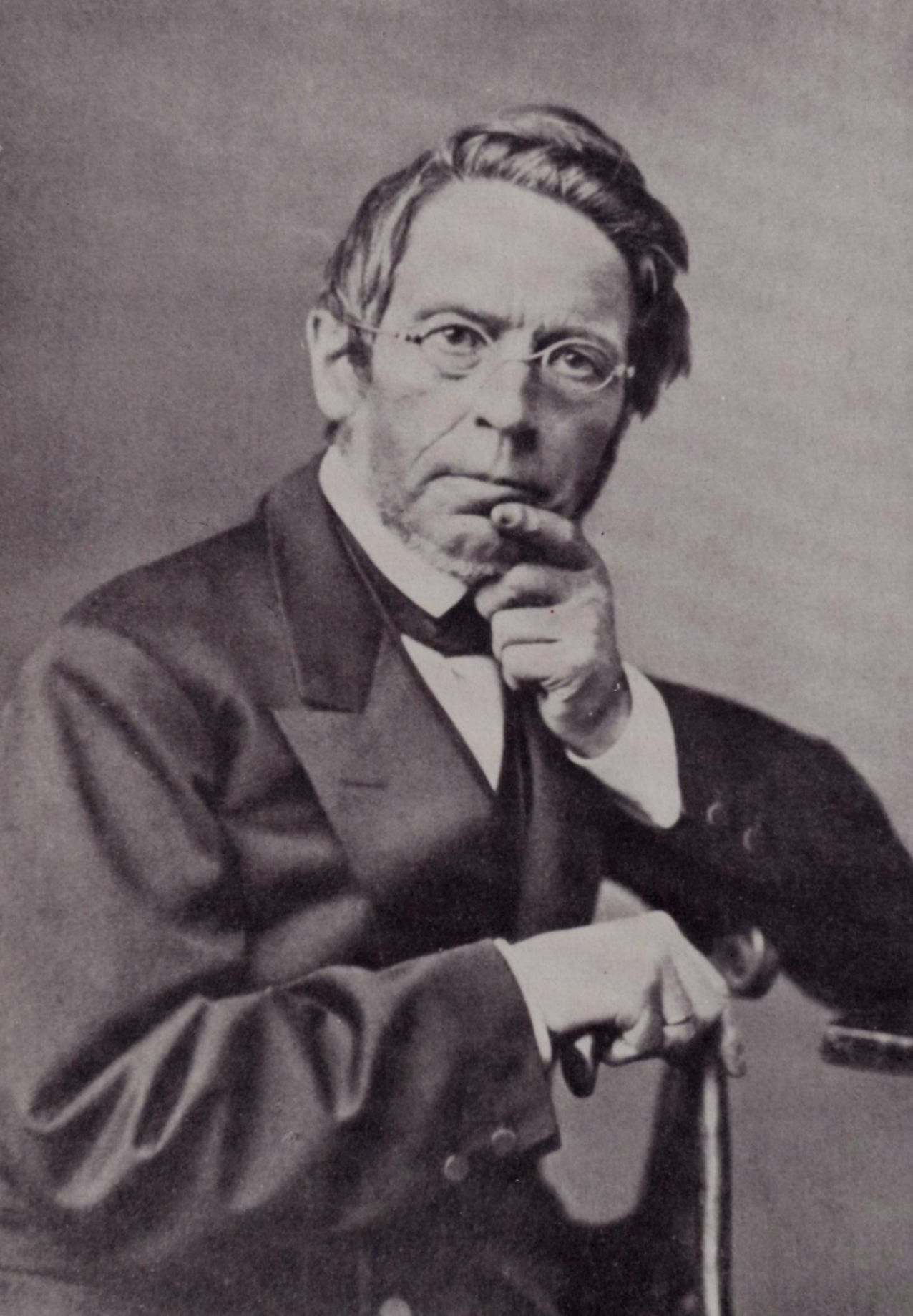
Johann Gustav Droysen

Droysen stellte sich bereits mit seinem Erstlingswerk Geschichte Alexanders des Großen 1833 in die erste Reihe der Historiker seiner Zeit. Den Begriff „Hellenismus“ erhob er anschließend mit seiner wegweisenden Geschichte des Hellenismus zur Epochenbezeichnung für die Zeit zwischen Alexander und Kleopatra. Droysen trat dabei als einer der ersten Historiker dafür ein, die drei Jahrhunderte nach Alexander nicht als Verfallszeit zu begreifen; in seinen Augen vollzogen sich damals Entwicklungen, ohne die das Christentum nicht möglich gewesen wäre.
Später arbeitete Droysen vornehmlich auf dem Gebiet der neueren Geschichte. Seine Geschichte der preußischen Politik (1855–1886) ist die umfassendste Darstellung der preußisch-kleindeutschen Geschichtsidee. Droysen gehörte nicht direkt zur Schule Heinrich von Sybels und Heinrich von Treitschkes, verstand die Aufgabe der Geschichtswissenschaften aber in einem verwandten Sinne. Die Forderung Leopold von Rankes nach Objektivität in der Geschichtsschreibung lehnte Droysen entschieden ab: Für ihn hatte die Geschichte vielmehr eine erzieherische Funktion für den Staat wahrzunehmen. Seine Geschichtsschreibung wurde von Kritikern als Borussianismus charakterisiert.
Droysen war Mitglied mehrerer Akademien. So gehörte er der Königlich Sächsischen Gesellschaft der Wissenschaften zu Leipzig und der Preußischen Akademie der Wissenschaften an.
Als Geschichtstheoretiker hat Droysen die Grundlage für die hermeneutische Methodik in den modernen Geschichtswissenschaften gelegt. Die quellenkritische Methode, die von weitreichendem Einfluss auf die Historiographie war, geht auf Droysen und Barthold Georg Niebuhr zurück. Zu Droysens bedeutendsten Studenten zählt Friedrich Meinecke. Sein Sohn Gustav Droysen war ebenfalls Geschichtsprofessor und legte wichtige Forschungen zur Geschichte des Dreißigjährigen Krieges vor.

## Familie
Droysens Eltern waren Johann Christoph Droysen (1773–1816), lutherischer Militärpfarrer, und Anna Dorothee Friederike Casten († 1827), Tochter eines Eisenwarenhändlers. Er wuchs mit drei Schwestern und einem Bruder in Greifenhagen bei Stettin auf.

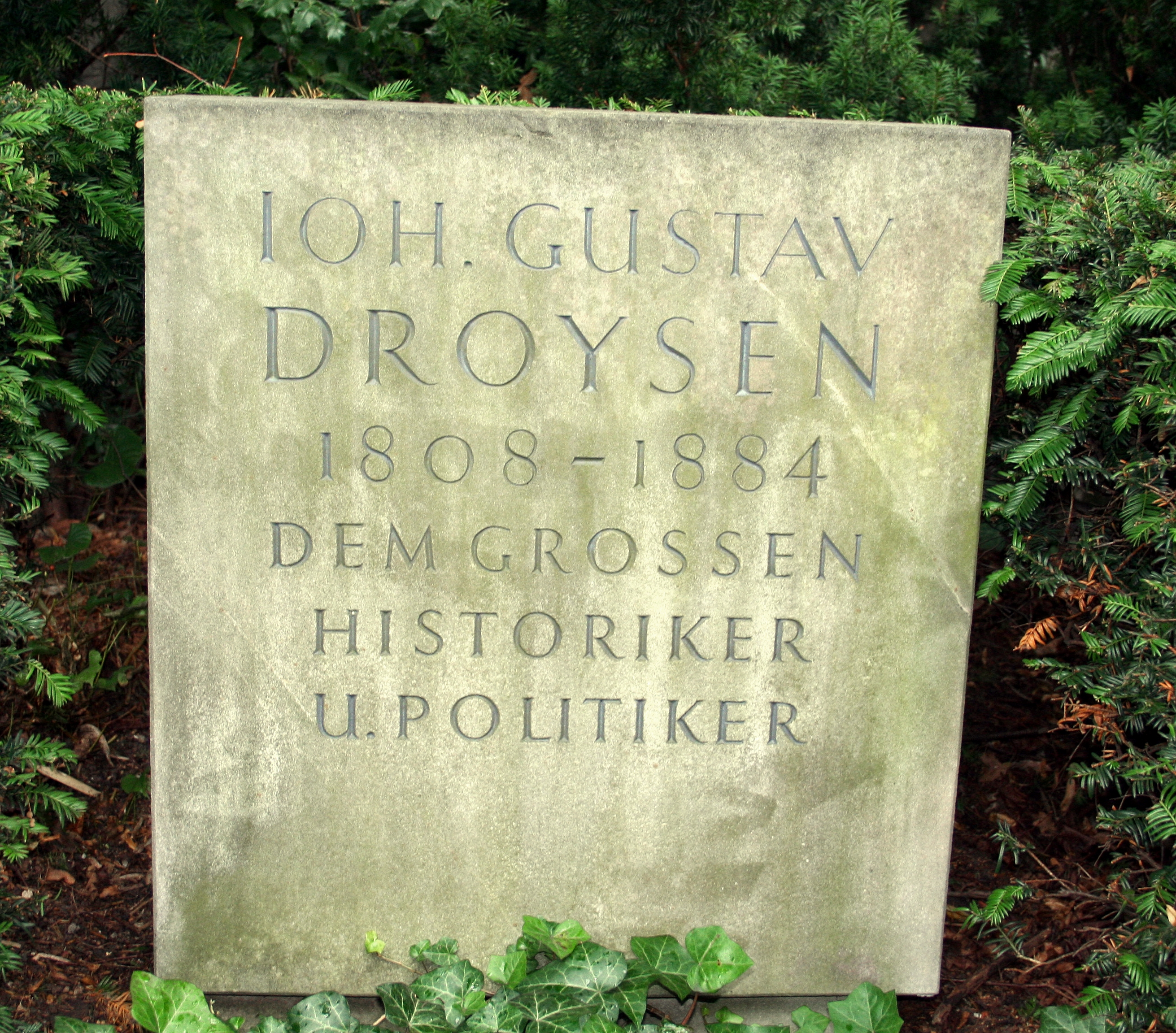
Droysens Grab auf dem Zwölf-Apostel-Kirchhof in Berlin

J. G. Droysen war in erster Ehe (1836) mit Marie Mendheim (1820–1847) verheiratet. Sie war die Tochter von Samuel Ferdinand Mendheim (1786–1860), Buchhändler und Musikverleger in Berlin, und Marianne Friedländer (1797–1826). Sie war nach dem Tod der Mutter bei den Großeltern Rebecca und Benoni Friedländer aufgewachsen.
Aus der ersten Ehe stammen die Kinder:
- Gustav (1838–1908), Historiker in Halle (Saale)
- Marie (1839–1896), verheiratet mit Emil Hübner, einem klassischen Philologen und Epigraphiker
- Anna (1842–1918), verheiratet mit Henri Jordan, einem klassischen Philologen
- Ernst Droysen (1844–1874)

Seit 1849 war J. G. Droysen in zweiter Ehe mit Emma Michaelis (1829–1881) verheiratet. Sie war die Tochter des Kieler Gynäkologen Gustav Adolph Michaelis und eine Freundin seiner ersten Frau Marie. Aus der zweiten Ehe stammt:
- Hans Droysen (1851–1918), Historiker und Gymnasialprofessor in Berlin

## Ehrungen
- 1874 erhielt er den Verdunpreis.
- Diverse Straßen wurden nach ihm benannt.

## Werke (Auswahl)
Ein Verzeichnis der Schriften, Autographen und Bildnisse von Johann Gustav Droysen sowie eine Auswahl an Literatur zur Person bietet: Horst W. Blanke (Hrsg.): Droysen-Bibliographie (= Historik. Historisch-kritische Ausgabe. Supplement). Frommann-Holzboog, Stuttgart-Bad Cannstatt 2008, ISBN 978-3-7728-2379-4.
- Des Aischylos Werke. Übersetzt von Johann Gustav Droysen. 2 Teile. Finke, Berlin 1832 (2. Auflage 1842; 3. Auflage 1868; 4. Auflage 1884; seitdem noch mehrere (Teil-)Neuauflagen).
- Geschichte Alexanders des Großen. Perthes, Hamburg [1833] (Digitalisat und Volltext im Deutschen Textarchiv).
- Des Aristophanes Werke. Übersetzt von Johann Gustav Droysen. 2 Teile in 3 Bänden. Veit, Berlin 1835–1838 (2. Auflage 1871; seitdem noch mehrere (Teil-)Neuauflagen).
- Geschichte des Hellenismus. Band 1: Geschichte der Nachfolger Alexanders. Hamburg 1836.
- Geschichte des Hellenismus. Band 2: Geschichte der Bildung des hellinistischen Staatensystems. Hamburg 1843.
- Vorlesungen über die Freiheitskriege. Universitäts-Buchhandlung, Kiel 1846.
- Das Leben des Feldmarschalls Grafen York von Wartenburg. Band 1, Band 2, Band 3. Verlag von Veit und Comp., Berlin 1851 (2 verschiedene Ausgaben).
- Geschichte der preußischen Politik. Teil 1: Die Gründung. Veit, Berlin 1855 (Volltext).
- Geschichte der preußischen Politik. Teil 2: Die territoriale Zeit. Veit, Berlin 1857 (Volltext).
- Geschichte der preußischen Politik. Teil 3: Der Staat des Großen Kurfürsten. Veit, Berlin 1865.
- Grundriss der Historik. Veit, Leipzig 1868 (Digitalisat und Volltext im Deutschen Textarchiv); 2., durchgesehene Auflage 1875 (Digitalisat); 3., umgearbeitete Auflage 1882 (Digitalisat); 4. umgearbeitete Auflage 1925.
  - Historisch-kritische Ausgabe in 5 Bänden und einem Supplement. Hrsg. von Peter Leyh und Horst Walter Blanke. Frommann-Holzboog, Stuttgart-Bad Cannstatt 1977–2020, ISBN 978-3-7728-1122-7.
- Geschichte der preußischen Politik. Teil 4: Zur Geschichte Friedrich I. und Friedrich Wilhelm I. von Preußen. Veit, Berlin 1869.
- Geschichte der preußischen Politik. Teil 5: Friedrich der Große. 4 Bände, Veit, Berlin 1874–1886.
- Politische Schriften. Herausgegeben von Felix Gilbert. Oldenbourg Verlag, München 1933.